# بنوا دوسيت
بنوا دوسيت (بالألمانية: Benoît Doucet)‏ هو لاعب هوكي الجليد ألماني، ولد في 23 أبريل 1963 في مونتريال في كندا.

## وصلات خارجية
- بنوا دوسيت على موقع EliteProspects.com (الإنجليزية)
- بنوا دوسيت على موقع Eurohockey.com (الإنجليزية)
- بنوا دوسيت على موقع HockeyDB.com (الإنجليزية)
- بنوا دوسيت على موقع أوليمبيديا (الإنجليزية)